# Pakistan Broadcasting Corporation
Die Pakistan Broadcasting Corporation (kurz PBC), auch bekannt als Radio Pakistan (Urdu ریڈیو پاکستان), ist die öffentlich-rechtliche Hörfunkanstalt von Pakistan.

## Geschichte
Bereits vor der Staatsgründung Pakistans hatte Jinnah All India Radio als Medium genutzt. Radio Pakistan startete als Pakistan Broadcasting Service in der Nacht vom 13. auf den 14. August 1947 (Unabhängigkeitstag). Drei Sendeanlagen von All India Radio befanden sich auf dem Territorium des neuen Staates und wurden übernommen: Lahore (eröffnet 1928/37, ehemaliges Rufzeichen VUL), Peshawar (1935/42, VUP) und Dacca (1939, VUY). Rawalpindi (APR) und Karachi (APK) folgten 1948, Hyderabad (APH) 1951 und Quetta (APQ) 1956. Erster Generaldirektor war Zulfiqar Ali Bukhari (bis 1959). 1951 wurde das neue Domizil in der Garden Road, Karachi bezogen; 1967 das Ferozsons-Gebäude in Rawalpindi.
Nach der Abspaltung von Bangladesh Betar 1971 erfolgte 1972 die Umwandlung in eine Corporation, allerdings mit starkem staatlichen Einfluss. Der World Service startete 1973. 1977 erfolgte die Eröffnung des Sendezentrums in Islamabad. 1998 begann FM 101 mit der UKW-Nutzung, gefolgt von FM 93 und Planet 94 im Jahr 2009. 2013 wurde der National Broadcasting Service (NBS; seit 2008) in einen News and Current Affairs Channel (NCAC) umgewandelt. Im August 2014 ging das Kulturprogramm FM 94 Varsa (ورثہ ‚Erbe‘) an den Start, 2018 umbenannt in Dhanak (دھنک ‚Regenbogen‘). Im Dezember 2014 startete Saut ul-Quran (صوت القرآن ‚Stimme des Korans‘). 2022 wurde Dhanak in Sports umgewandelt, und Planet FM 87.6 begann in englischer Sprache.
2016 wurden 70 terrestrische Sender betrieben: 43 UKW, 23 MW, 4 KW.

## Standorte
| Name                                   | Region | Eröffnung  | MW | FM 101 | FM 93 |
| -------------------------------------- | ------ | ---------- | -- | ------ | ----- |
| PBC Islamabad                          | IS     | 1977-05-17 |    | 🔊     | 🔊    |
| PBC Peshawar                           | KP     | 1935-03-06 | 🔊 | 🔊     |       |
| PBC D. I. Khan                         | KP     | 1981-01-15 | 🔊 |        |       |
| PBC Abbottabad                         | KP     | 1991-03-21 |    | 🔊     |       |
| PBC Chitral                            | KP     | 1993-08-01 |    |        | 🔊    |
| PBC Kohat                              | KP     | 2005-06-12 |    | 🔊     |       |
| PBC Bannu                              | KP     | 2005-06-26 |    |        |       |
| PBC Lahore                             | PB     | 1937-12-16 | 🔊 | 🔊     | 🔊    |
| PBC Rawalpindi                         | PB     | 1950-09-01 |    |        | 🔊    |
| PBC Multan                             | PB     | 1970-11-21 | 🔊 | 🔊     | 🔊    |
| PBC Bahawalpur                         | PB     | 1975-08-18 | 🔊 | 🔊     |       |
| PBC Faisalabad                         | PB     | 1982-09-15 |    | 🔊     | 🔊    |
| PBC Sargodha                           | PB     | 2005-05-19 |    | 🔊     |       |
| PBC Mianwali                           | PB     | 2005-06-19 |    |        | 🔊    |
| PBC Karachi                            | SD     | 1948-07-31 | 🔊 | 🔊     | 🔊    |
| PBC Hyderabad                          | SD     | 1955-08-17 | 🔊 | 🔊     |       |
| PBC Khairpur                           | SD     | 1983-03-21 |    | 🔊     |       |
| PBC Larkana                            | SD     | 1995-09-24 |    | 🔊     |       |
| PBC Mithi                              | SD     | 2005-09-19 |    | 🔊     |       |
| PBC Bhit Shah                          | SD     | 2008-12-13 |    | 🔊     |       |
| PBC Quetta                             | BA     | 1956-10-17 | 🔊 | 🔊     |       |
| PBC Turbat                             | BA     | 1981-01-04 |    |        |       |
| PBC Khuzdar                            | BA     | 1981-06-17 | 🔊 |        |       |
| PBC Sibbi                              | BA     | 1989-10-01 |    |        |       |
| PBC Loralai                            | BA     | 1996-07-20 |    |        |       |
| PBC Zhob                               | BA     | 1998-04-21 |    |        |       |
| PBC Gwadar                             | BA     | 2004-06-01 |    |        |       |
| PBC Gilgit                             | GB     | 1979-04-02 | 🔊 |        |       |
| PBC Skardu                             | GB     | 1979-04-16 |    |        |       |
| AJK Radio Trarkhel (Rawalpindi-III)    | JK     | 1948-04-16 | 🔊 |        |       |
| AJK Radio Muzaffarabad (Rawalpindi-II) | JK     | 1960-10-15 |    |        | 🔊    |
| AJK Radio Mirpur                       | JK     | 2002-09-30 | 🔊 | 🔊     |       |

## Liste der Generaldirektoren
1. 1947–1959 Zulfiqar Ali Bukhari (ذوالفقار علی بخاری)
2. 1959–1962 Rashid Ahmad
3. 1962–1965 Zahur Azar
4. 1966–1969 Syed Munir Husain
5. 1969–1971 Mafizur Rahman
6. 1971–1972 Syed Ijlal Haider Zaidi
7. 1972–1974 Khwaja Shahid Hosain
8. 1974–1977 Syed Ijlal Haider Zaidi
9. 1977–1984 Qazi Ahmad Saeed (قاضی احمد سعید)
10. 1984–1986 Khawja Ghulam Murtaza
11. 1986–1988 Saleem A. Gilani
12. 1988–1990 Agha Nasir
13. 1990–1991 Saleem A. Gilani
14. 1991–1992 Agha Nasir
15. 1992–1995 Abdul Khaliq Awan
16. 1995–1997 Mohammad Abbas
17. 1997–1998 Khwaja Ijaz Sarwar
18. 1998–2000 Anwar Mahmood
19. 2000–2002 Salim Gul Shaikh
20. 2002–2006 Amir Tariq Imam
21. 2006–2007 Ashfaq Ahmad Gondal
22. 2007–2008 Javed Akhtar
23. 2008–2013 Ghulam Murtaza Solangi (غلام مرتضیٰ سولنگی)
24. 2013–2015 Samina Parvez Khalid (ثمینہ پرویز خالد)
25. 2015–2016 Muhammad Imran Gardezi (محمد عمران گردیزی)
26. 2016–2017 Saba Mohsin Raza (صبا محسن رضا)
27. 2017 Muhammad Saleem (محمد سلیم)
28. 2017 Sheraz Latif (شیراز لطیف)
29. 2017–2019 Shafqat Jalil (شفقت جلیل)
30. 2019–2020 Shahera Shahid (شاہیرہ شاہد)
31. 2020–2021 Ambreen Jan (امبرین جان)
32. 2021–2022 Muhammad Asim Khichi (محمد عاصم کھچی)
33. 2022–2023 Muhammad Tahir Hassan (محمد طاہر حسن)
34. seit 2023 Saeed Ahmed Shaikh (سعید احمد شیخ)